# Kawasaki Z 1000
Die seit 2002 gebaute Kawasaki Z 1000 ist ein sportliches Naked Bike des japanischen Herstellers Kawasaki Heavy Industries. Sie ist von Kawasaki als Nachfolgerin der von 1972 bis 1984 gebauten Z-Reihe auf den Markt gebracht worden, hat allerdings nur wenige Ähnlichkeiten mit den alten Modellen. Seit dem Jahr 2004 bildet sie mit ihrer kleinen Schwester der Z 750 eine Modellreihe. Von der Z 1000 wurden bisher drei Modellversionen produziert. Für die aktuelle Modellversion 2010 wurde erstmals nicht mehr der 953-cm3-Motor der inzwischen eingestellten ZX-9R, sondern ein eigenständiges Aggregat mit 1043 cm3 Hubraum verbaut. Mit der Bezeichnung Z 1000 lehnt sich Kawasaki an das Urmodell Z 1000 aus dem Jahr 1977 an.

## Modellverlauf
Im Streetfighter-Stil wurde die Z 1000 gegen Ende 2002 der Öffentlichkeit vorgestellt. Auffälliges Merkmal sind die beiden Auspuffrohre auf der rechten und linken Seite, die stilistisch bis ins Modelljahr 2010 fortgeführt werden. Die für Deutschland vorgesehene Stückzahl für das Modelljahr 2003 war bereits im August 2003 ausverkauft. Die Motorräder wurden für das Modelljahr 2007 und 2010 jeweils erneuert. Zusätzlich wurde aber jährlich Modellpflege betrieben, die sich jedoch auf kleinere Änderungen beschränkte, wie Farbgebung. Erst mit den größeren Modellpflege-Versionen wurden viele Einzelheiten überarbeitet oder komplett neu entworfen. Mit dem aktuellen Modell von 2014 hat Kawasaki das Design verschärft, um den Streetfighter-Stil aggressiver zu präsentieren.

### 2003–2006
Die Z 1000 (intern ZRT00A) wurde mit ungeregeltem Katalysator gebaut und blieb von 2003 bis 2006 bis auf einige Details im Rahmen der Modellpflege wie z. B. Lackierung, Wegfahrsperre, Getriebezahnräder, Federarten im Fahrwerk nahezu unverändert.

### 2007–2009
Das Nachfolgemodell (intern ZRT00B) wurde mit geregeltem Katalysator gebaut und weist bis auf den für das Modell typischen 4-Rohr-Auspuff ein grundlegend überarbeitetes Design auf. Erstmals war dieses Modell auch mit ABS erhältlich (intern ZRT00C).

### 2010–2013
Am 5. Oktober 2009 wurde die Z 1000 (intern ZRT00D bzw. mit ABS ZRT00E) des Modelljahres 2010 offiziell vorgestellt. Sie wartet mit einem erneut komplett überarbeiteten Design, einem Aluminiumrahmen und einem neu entwickelten Motor mit 1043 cm³ auf. Sie hat außerdem eine neue digitale Tachoeinheit bekommen.

### Seit 2014
Am 5. November 2013 wurde die Z 1000 (intern ZZRT00F bzw. mit ABS ZZRT00G) des Modelljahres 2014 mit der japanischen Philosophie Sugomi präsentiert. Sie wurde wieder komplett überarbeitet. Fahrwerk, Bremsen, Motor und Licht sind komplett neu bzw. überdacht worden. Der Scheinwerfer wurde an die heutige Zeit angepasst und wird mit LED betrieben.

### Seit 2021
Die Z 1000 ist seit 2021 nicht mehr im Modellprogramm von Kawasaki. Als Grund wurden die Euro-5 Regelung und Herausforderungen wegen der Covid-Pandemie gegeben.

## Technische Daten
|                                 | 2003–2006 | 2007–2009 | 2010–2013 | 2014 |
| ------------------------------- | --- | --- | --- | --- |
| Motortyp                        | Flüssigkeitsgekühlter 4-Takt Reihenvierzylinder, 16 Ventile                                                   | Flüssigkeitsgekühlter 4-Takt Reihenvierzylinder, 16 Ventile                                                   | Flüssigkeitsgekühlter 4-Takt Reihenvierzylinder, 16 Ventile                                                   | Flüssigkeitsgekühlter 4-Takt Reihenvierzylinder, 16 Ventile                                                   |
| Hubraum                         | 953 cm³ | 953 cm³ | 1043 cm³ | 1043 cm³ |
| Bohrung × Hub                   | 77,2 mm × 50,9 mm                                                                                             | 77,2 mm × 50,9 mm                                                                                             | 77,0 mm × 56,0 mm                                                                                             | 77,0 mm × 56,0 mm                                                                                             |
| Maximales Drehmoment            | 95,6 Nm bei 8.000/min                                                                                         | 98,7 Nm bei 8.200/min                                                                                         | 110,0 Nm bei 7.800/min                                                                                        | 110,8 Nm bei 7.300/min                                                                                        |
| Leistung                        | 93,4 kW (127 PS) bei 10.000/min                                                                               | 92 kW (125 PS) bei 10.000/min                                                                                 | 101,5 kW (138 PS) bei 9.600/min                                                                               | 104,5 kW (142 PS) bei 10.000/min                                                                              |
| Verdichtung                     | 11,2:1 | 11,2:1 | 11,8:1 | 11,8:1 |
| Gemischaufbereitung             | 36 mm x 4 (Keihin)                                                                                            | 36 mm x 4 (Keihin)                                                                                            | 38 mm x 4 (Keihin)                                                                                            | 38 mm x 4 (Keihin)                                                                                            |
| Zündung                         | Zündspule | Zündspule | Digital | Digital |
| Getriebe                        | 6-Gang | 6-Gang | 6-Gang | 6-Gang |
| Kupplung                        | Mehrscheibennasskupplung                                                                                      | Mehrscheibennasskupplung                                                                                      | Mehrscheibennasskupplung                                                                                      | Mehrscheibennasskupplung                                                                                      |
| Antrieb                         | Kette | Kette | Kette | Kette |
| Rahmen                          | | Zentralrohrrahmen (mit Motorhilfsrahmen) aus hochfestem Stahl                                                 | Aluminium-Doppelprofil-Rückgratrahmen                                                                         | Aluminium-Doppelprofil-Rückgratrahmen                                                                         |
| Lenkkopfwinkel / Nachlauf       | 24° / 101 mm                                                                                                  | 24,5° / 103 mm                                                                                                | 24,5° / 103 mm                                                                                                | 24,5° / 103 mm                                                                                                |
| Front suspension / wheel travel | 41 mm inverted cartridge fork with stepless rebound damping and adjustable spring preload / 4.7 in.           | 41 mm inverted cartridge fork with stepless rebound damping and adjustable spring preload / 4.7 in.           | 41 mm inverted cartridge fork with stepless rebound damping and adjustable spring preload / 4.7 in.           | 41 mm inverted cartridge fork with stepless rebound damping and adjustable spring preload / 4.7 in.           |
| Rear suspension / wheel travel  | Bottom-Link Uni-Trak with gas-charged shock, stepless rebound damping and adjustable spring preload / 5.9 in. | Bottom-Link Uni-Trak with gas-charged shock, stepless rebound damping and adjustable spring preload / 5.9 in. | Bottom-Link Uni-Trak with gas-charged shock, stepless rebound damping and adjustable spring preload / 5.9 in. | Bottom-Link Uni-Trak with gas-charged shock, stepless rebound damping and adjustable spring preload / 5.9 in. |
| Reifendimension vorne           | 120/70 ZR17                                                                                                   | 120/70 ZR17                                                                                                   | 120/70 ZR17                                                                                                   | 120/70 ZR17                                                                                                   |
| Reifendimension hinten          | 190/50 ZR17                                                                                                   | 190/50 ZR17                                                                                                   | 190/50 ZR17                                                                                                   | 190/50 ZR17                                                                                                   |
| Radstand                        | 1420 mm | 1445 mm | 1440 mm | 1435 mm |
| Vorderradbremse                 | Doppelscheibe                                                                                                 | 300-mm-Doppelscheibenbremse im Petal-Design                                                                   | 300-mm-Doppelscheibenbremse im Petal-Design                                                                   | 300-mm-Doppelscheibenbremse im Petal-Design                                                                   |
| Hinterradbremse                 | Scheibenbremse                                                                                                | 250-mm-Einzelscheibenbremse im Petal-Design                                                                   | 250-mm-Einzelscheibenbremse im Petal-Design                                                                   | 250-mm-Einzelscheibenbremse im Petal-Design                                                                   |
| Bremsenhersteller               | | | Tokico | Tokico |
| Tank Kapazität                  | 18 l | 18,5 l | 15 l | 17 l |
| Trockengewicht                  | 198 kg | 205 kg | 218 kg | 221 kg |
| Sitzhöhe                        | 820 mm | 820 mm | 815 mm | 815 mm |
| Länge                           | 2080 mm | 2090 mm | 2095 mm | 2045 mm |
| Breite                          | 770 mm | 780 mm | 805 mm | 790 mm |
| Höhe                            | 1055 mm | 1065 mm | 1085 mm | 1054 mm |
| Bodenfreiheit                   | 145 mm | 160 mm | 140 mm | 125 mm |

## Neuzulassungen in Deutschland
| Jahr | Quelle | Neuzulassungen |
| ---- | ------ | -------------- |
| 2014 | [ 6 ]  | 1298           |
| 2013 | [ 7 ]  | 745            |
| 2010 | [ 8 ]  | 1251           |
| 2009 | [ 9 ]  | 888            |
| 2008 | [ 10 ] | 965            |
| 2003 | [ 11 ] | 2825           |